# Qismət Alıyev
Qismət Alıyev (24 ottobre 1996) è un calciatore azero, centrocampista dello Zirə.

## Carriera

### Club
Cresciuto nel settore giovanile del Qəbələ, ha esordito in prima squadra il 28 maggio 2015, disputando l'incontro di campionato vinto per 3-0 contro il Baku. Nel 2020 si è trasferito allo Zirə.

### Nazionale
Ha rappresentato le nazionali giovanili azere Under-19 ed Under-21.
Nel 2022 ha esordito in nazionale maggiore.

## Statistiche

### Presenze e reti nei club
Statistiche aggiornate al 3 giugno 2022.
| Stagione        | Squadra         | Campionato      | Campionato | Campionato | Coppe nazionali | Coppe nazionali | Coppe nazionali | Coppe continentali | Coppe continentali | Coppe continentali | Altre coppe | Altre coppe | Altre coppe | Totale | Totale |
| Stagione        | Squadra         | Comp            | Pres       | Reti       | Comp            | Pres            | Reti            | Comp               | Pres               | Reti               | Comp        | Pres        | Reti        | Pres   | Reti   |
| --------------- | --------------- | --------------- | ---------- | ---------- | --------------- | --------------- | --------------- | ------------------ | ------------------ | ------------------ | ----------- | ----------- | ----------- | ------ | ------ |
| mag. 2015       | Qəbələ          | PL              | 1          | 0          | CA              | -               | -               | UEL                | -                  | -                  |             | -           | -           | 1      | 0      |
| 2015-2016       | Qəbələ          | PL              | 6          | 0          | CA              | 1               | 0               | UEL                | 0                  | 0                  |             | -           | -           | 7      | 0      |
| 2016-2017       | Qəbələ          | PL              | 3          | 0          | CA              | 2               | 0               | UEL                | 1                  | 0                  |             | -           | -           | 6      | 0      |
| 2017-2018       | Qəbələ          | PL              | 24         | 0          | CA              | 5               | 0               | UEL                | 0                  | 0                  |             | -           | -           | 29     | 0      |
| 2018-2019       | Qəbələ          | PL              | 12         | 0          | CA              | 3               | 0               | UEL                | 0                  | 0                  |             | -           | -           | 15     | 0      |
| 2019-2020       | Qəbələ          | PL              | 19         | 1          | CA              | 2               | 0               | UEL                | 2                  | 0                  |             | -           | -           | 23     | 1      |
| ago.-ott. 2020  | Qəbələ          | PL              | 5          | 0          | CA              | -               | -               |                    | -                  | -                  |             | -           | -           | 5      | 0      |
| 2020-2021       | Zirə            | PL              | 22         | 2          | CA              | 4               | 0               |                    | -                  | -                  |             | -           | -           | 26     | 2      |
| 2021-2022       | Zirə            | PL              | 27         | 2          | CA              | 4               | 0               |                    | -                  | -                  |             | -           | -           | 31     | 2      |
| Totale carriera | Totale carriera | Totale carriera | 119        | 5          |                 | 21              | 0               |                    | 3                  | 0                  |             | -           | -           | 143    | 5      |

## Palmarès

### Club

#### Competizioni nazionali
- Coppa d'Azerbaigian: 1

Qəbələ: 2018-2019